# Pierre Citron
Pour les articles homonymes, voir Citron.
Pierre Citron, né le 19 avril 1919 à Paris dans le 17e arrondissement, mort le 10 novembre 2010 dans le 4e arrondissement, est un musicologue et universitaire français, spécialiste notamment de Jean Giono.

## Biographie
Son père, Pierre André Citron, mobilisé pendant la Première Guerre Mondiale, blessé à Souain-Perthes-lès-Hurlus, rendu aveugle par des éclats d'obus et décoré de la croix de guerre, est imprimeur en braille.  
En 1946, Pierre Citron est reçu 8e à l'agrégation de lettres.
Il obtient son doctorat ès lettres en 1960 à la Faculté des lettres de Paris avec une thèse principale ayant pour sujet La poésie de Paris dans la littérature française de Rousseau à Baudelaire.
Il commence sa carrière d'enseignant au Maroc, en tant que professeur au collège musulman de Rabat (1942-1943). Il enseigne ensuite au lycée d'Alençon (1946-1947), avant de retourner à Rabat comme adjoint au chef du service de la jeunesse et des sports du Maroc (1947-1949).
Attaché de recherche au Centre national de la recherche scientifique de 1957 à 1960, il est ensuite directeur des études à l'Institut français de Londres (1960-1963), puis professeur de littérature française à la Faculté de lettres de Clermont-Ferrand (1963-1969). De 1970 à 1983, il occupe le même poste à l'université Sorbonne-Nouvelle - Paris 3. On lui doit notamment des éditions d'œuvres de Balzac, Villiers de l'Isle-Adam, Mallarmé et Giono. Comme musicologue, il a consacré des ouvrages de vulgarisation à Couperin et Bartók et, surtout, a été le maître d'œuvre de l'édition de la correspondance générale de Berlioz (8 volumes, 1972-2002), compositeur dont il a, par ailleurs, édité les Mémoires à deux reprises (1969 et 1991).
L’Académie française lui décerne le prix Henri-Mondor en 1987 pour l'Édition critique des poésies de Mallarmé.
Il meurt le 10 novembre 2010 à l’âge de 91 ans et est inhumé à Montjustin.

## Vie privée
Il a été le mari de l'historienne Suzanne Citron (1922-2018), avec qui il a eu quatre enfants.

## Ouvrages
- Couperin, Paris, Éd. du Seuil, Coll. Solfèges, 1956.
- La poésie de Paris dans la littérature française de Rousseau à Baudelaire, Paris, Éd. de Minuit, 1961.
- Bartók, Paris, Éd. du Seuil, Coll. Solfèges, 1963.
- Dans Balzac, Paris, Éd. du Seuil, 1986.
- Giono : 1895-1970, Paris, Éd. du Seuil, 1990.
- Giono, Paris, Éd. du Seuil, Coll. Écrivains de toujours, 1995.
- Renaissance du village de Montjustin, Paris, Éd. Petite Capitale, 2010 (2e éd.).